# Honduras Britânicas nos Jogos Olímpicos
As Honduras Britânicas participaram de duas edições dos Jogos Olímpicos em 1968 e em 1972, e passaram a competir como Belize na maioria dos Jogos Olímpicos de Verão desde então, exceto quando eles participaram do  Boicote aos Jogos Olímpicos de Verão de 1980.
Nenhum atleta representando as Honduras Britânicas ganhou medalha olímpica.
O Comitê Olímpico Nacional de Belize foi criado em 1967 e reconhecido pelo Comitê Olímpico Internacional no mesmo ano.